# درسدن ۳۰۵۳
سیارک ۳۰۵۳ (به انگلیسی: 3053 Dresden، نامگذاری:1977QS) سه هزار و پنجاه و سومین سیارک کشف شده‌است که در ۱۸ اوت ۱۹۷۷ کشف شد.
قدر مطلق سیارک برابر ۱۲٫۹۰ است.